# IFK Kristianstad
Der IFK Kristianstad (voller Name: Idrottsföreningen Kamraterna Kristianstad) ist ein Handballverein aus der schwedischen Stadt Kristianstad.

## Geschichte
Der Verein wurde 1899 von Adolf Johnsson, Schüler der städtischen Lehrerausbildungseinrichtung, gegründet. Er hatte im ersten Jahr die Wortführerposition.
Früher gab es neben Handball noch andere Sektionen im Sportclub, zum Beispiel Radsport und Fußball. Die Fußballabteilung wurde 1990 in den Verein Kristianstads FF eingegliedert.
Die Herren-Handballmannschaft war 37 Spielzeiten in der höchsten schwedischen Liga, der Elitserien. Der Trainer ist seit 2022 der Norweger Stian Tønnesen.
Die wichtigsten Vereinserfolge wurden in der Mitte des 20. Jahrhunderts erzielt. Neben den vier Meistertiteln der Handballmannschaft erreichte die Fußballmannschaft 1960 die Qualifikationsrunde zur höchsten Liga, doch der Aufstieg misslang. Im Radsport sprintete Herbert Dahlbom in den 1950er Jahren zu landesweiten Erfolgen. Zur selben Zeit bis in den Anfang der 1960er Jahre war Britt Mårtensson eine erfolgreiche Leichtathletin des Vereins. Eine zweite Erfolgsphase für die Handballmannschaft gab es in den 1970er Jahren. In der ewigen Tabelle der 1. Liga steht IFK Kristianstad auf dem sechsten Rang.

## Kader
Saison 2024/25
- 01  Victor Skjellerup Bang
- 12  Victor Hedberg
- 16  Elias Karlsson
- 03  Elliot Stenmalm
- 04  Markus Olsson
- 06  Philip Henningsson
- 07  Axel Månsson
- 09  Anton Hallbäck
- 14  Albin Leyman
- 20  Emil Frend Öfors

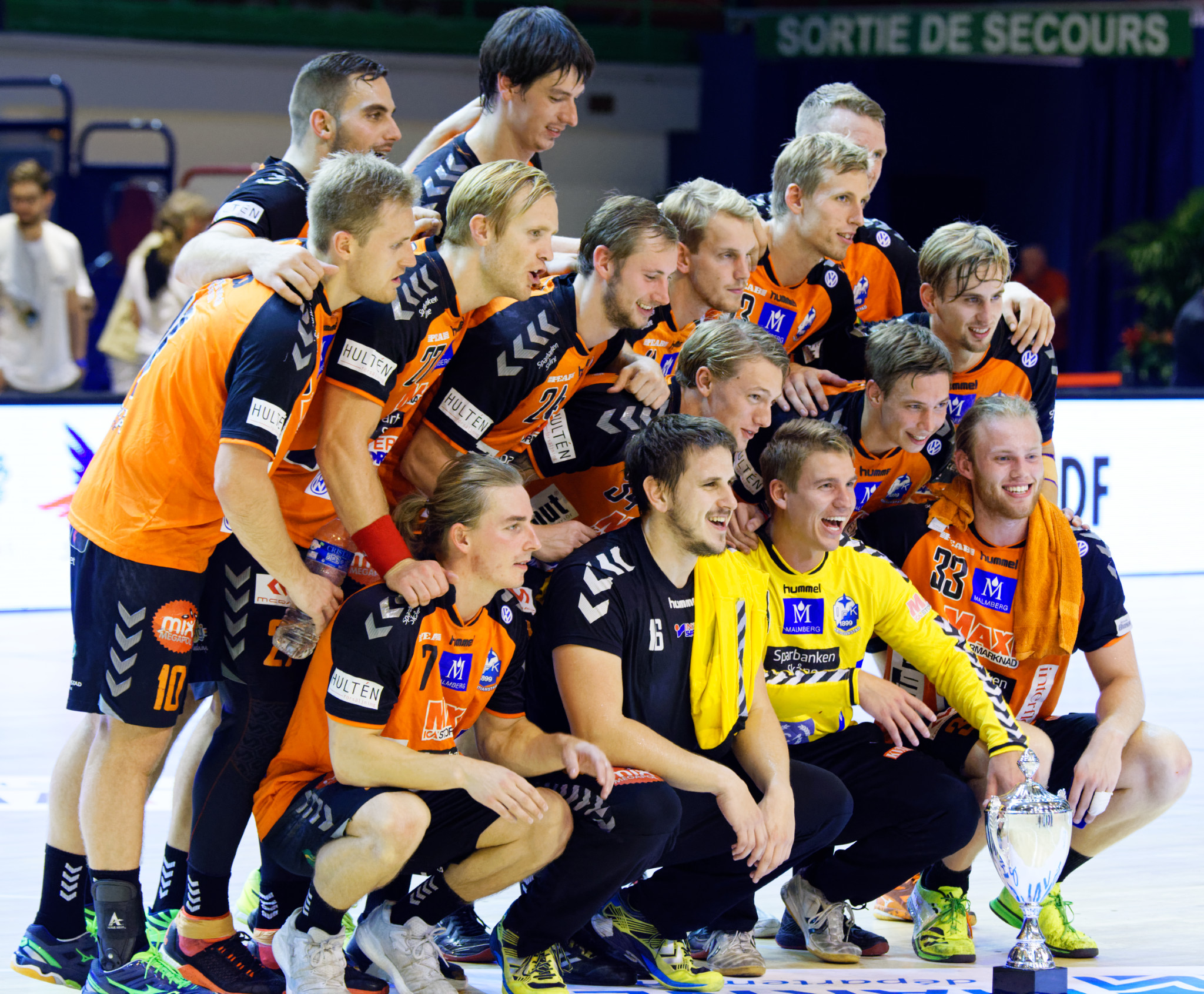
Mannschaftsfoto der Saison 2016/17

- 22  Einar Bragi Aðalsteinsson
- 25  Sasser Sonn
- 32  Hugo Frank
- 34  Andreas Cederholm
- 37  Zoran Bozic
- 42  Albin Selin Nilsson
- 46  Herman Josefsson
- 49  Isaac Biel Nilsen